# Паннонское море

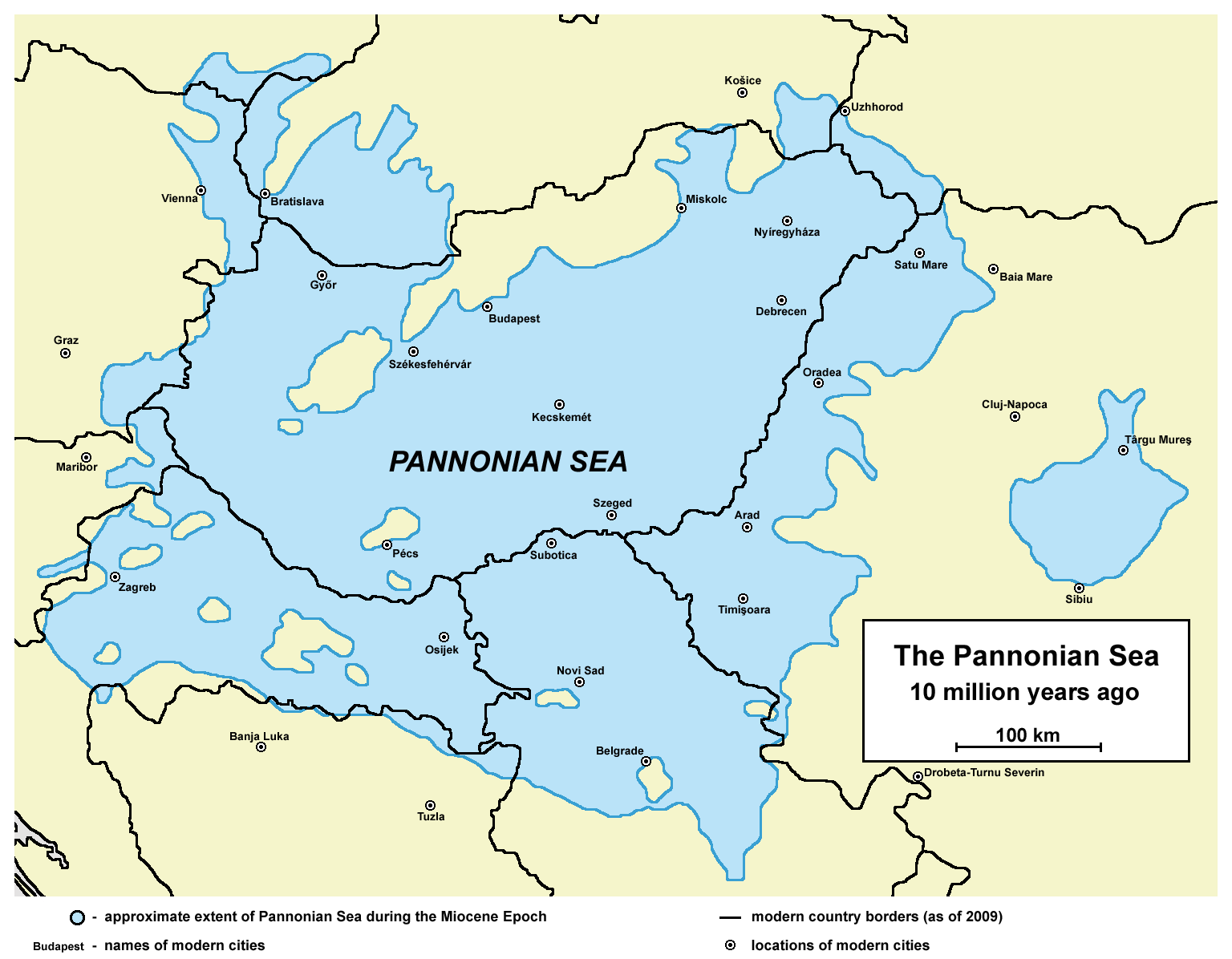
Приблизительное расположение Паннонского моря в миоценовый период

Регионы Карпат: I — Предкарпатский краевой прогиб, II — Дакийская впадина, III — Паннонская впадина, IV — Трансильванская впадина

Паннонское море, Паннонское озеро, также озеро Паннон (от англ. Lake Pannon) — мелкое древнее море, которое было некогда расположено в Среднедунайской низменности в Центральной Европе на территории современных Венгрии, Словакии, Сербии, Румынии, Хорватии, Австрии и Украины. Паннонское море существовало около 10 млн лет в период позднего миоцена и плиоцена и было частью океана Паратетис.
Сегодня отложения бывшего Паннонского озера покрывают территорию около 250 000 км² и достигают глубины более 3 км.

## Палеогеография
Около 14 млн лет назад (Баденский век; см. также Паратетис. Проблемы корреляции региональных геостратиграфических шкал) существовали морские пути, соединявшие Карпатско-Паннонский регион через Анатолию с Индо-Тихоокеанской областью. С начала Баденского века орогенные движения изолировали бассейны Паратетиса от мирового океана и друг от друга.
К 12 млн лет назад сохранилось лишь три крупных бассейна: Паннонский, Черноморский и Каспийский, без значительных связей между ними. Черноморский и Каспийский бассейны сохранили крупные водоёмы, тогда как Паннонское озеро было полностью заполнено осадками к концу плиоцена (2,58 млн лет назад), несмотря на продолжающееся опускание территории. Современные мелкие озёра (Балатон, Нойзидлер-Зе), появившиеся менее 20 тыс. лет назад, не связаны с Паннонским озером.

### Водный баланс
На границе сарматского и паннонского веков произошло резкое снижение солёности, что свидетельствует о значительном притоке пресной воды и положительном водном балансе. Реки, в основном с Карпат, несли осадки, создавая приток, превышающий испарение. До примерно 7 млн лет назад существовал периодический отток через Южные Карпаты (Железные Ворота). Отток, вероятно, прекратился около 4-5 млн лет назад.